# Tsubasa Terayama
Tsubasa Terayama (寺山 翼 Terayama Tsubasa?), född 10 april 2000 i Saitama prefektur, är en japansk fotbollsspelare.
Terayama började sin karriär 2017 i FC Tokyo.